# Танасешти (Валча)
Танасешти (рум. Tănăsești) насеље је у Румунији у округу Валча у општини Хорезу. Oпштина се налази на надморској висини од 686 m.

## Становништво
Према подацима из 2002. године у насељу је живело 194 становника, од којих су сви румунске националности.